# Gerald L. Baliles

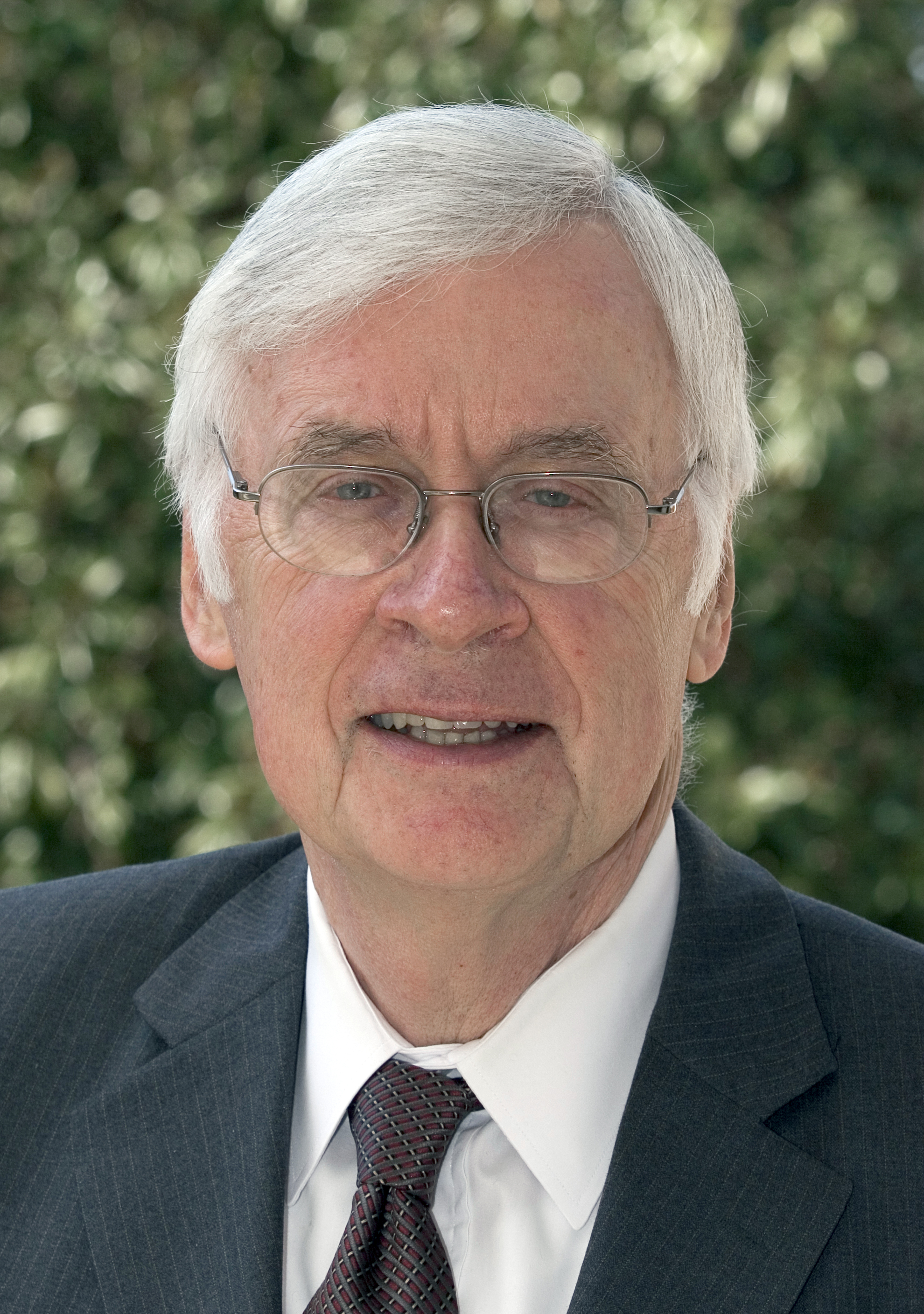
Gerald L. Baliles (2006)

Gerald Lee Baliles (* 8. Juli 1940 im Patrick County, Virginia; † 29. Oktober 2019 in Roanoke, Virginia) war ein US-amerikanischer Politiker. Er war von 1986 bis 1990 Gouverneur des Bundesstaates Virginia.

## Frühe Jahre
Gerald Baliles besuchte die Fishburne Military School in Waynesboro. Später studierte er an der Wesleyan University. Nach einem anschließenden Jurastudium an der juristischen Fakultät der University of Virginia und seiner Zulassung als Rechtsanwalt begann er für das Justizministerium von Virginia als Anwalt zu arbeiten. Dort spezialisierte er sich auf das Umweltrecht. Danach begann er als privater Rechtsanwalt zu praktizieren.

## Politischer Aufstieg und Gouverneur von Virginia
Gerald Baliles wurde Mitglied der Demokratischen Partei. Er wurde in das Repräsentantenhaus von Virginia gewählt und war anschließend Attorney General seines Staates. Im Jahr 1985 wurde er als Kandidat seiner Partei zum neuen Gouverneur gewählt. Nach diesem Wahlsieg konnte Gerald Baliles sein Amt zwischen dem 18. Januar 1986 und dem 14. Januar 1990 ausüben. Da die Staatsverfassung von Virginia eine direkte Wiederwahl eines Gouverneurs verbietet, konnte er im Jahr 1989 nicht erneut kandidieren. Als Gouverneur berief er mit Elizabeth B. Lacy die erste Frau als Richterin an den Obersten Gerichtshof seines Staates.
Ein Schwerpunkt seiner Gouverneurszeit war die Verbesserung der Infrastruktur im Staat Virginia. In diesem Zusammenhang wurden Straßen, See- und Flughäfen ausgebaut. Damit wurde auch der Warentransport vereinfacht und billiger. Baliles führte auch einen Feldzug gegen das Analphabetentum und ließ Bildungsprogramme entwickeln, die diesem entgegenwirken sollten. Baliles setzte sich auch für den Umweltschutz und hierbei besonders gegen die Gewässerverschmutzung der Chesapeake Bay ein. Der Gouverneur war Mitglied zahlreicher Organisationen und Gouverneursvereinigungen. Am Ende seiner Amtszeit war er in Virginia sehr beliebt. Seine Popularität setzte er zur Unterstützung seines Vizegouverneurs Douglas Wilder ein, der 1989 erfolgreich für Baliles’ Nachfolge kandidierte.

## Weiterer Lebenslauf
Nach dem Ende seiner Gouverneurszeit wurde er Partner der Anwaltskanzlei Hunton & Williams in Richmond. Er war Mitglied vieler Anwaltsvereinigungen. Später war er Leiter des 1975 gegründeten Miller Center of Public Affairs, eines Instituts für Politikforschung an der University of Virginia. Mit seiner Frau Jeannie P. Baliles hatte er zwei Kinder. Das Ehepaar lebte in Charlottesville.